# 1511
- Wikisource

| Calendário gregoriano                                                        | 1511 MDXI                                            |
| Ab urbe condita                                                              | 2264                                                 |
| Calendário arménio                                                           | 960 – 961                                            |
| Calendário bahá'í                                                            | -333 – -332                                          |
| Calendário budista                                                           | 2055                                                 |
| Calendário chinês                                                            | 4207 – 4208 Início a 29 de janeiro (aproximadamente) |
| Calendário copta                                                             | 1227 – 1228                                          |
| Calendário etíope                                                            | 1503 – 1504                                          |
| Calendários hindus - Vikram Samvat - Calendário nacional indiano - Cáli Iuga | 1566 – 1567 1432 – 1433 4611 – 4612                  |
| Calendário Holoceno                                                          | 11511                                                |
| Calendário islâmico                                                          | 917 – 918                                            |
| Calendário judaico                                                           | 5271 – 5272                                          |
| Calendário persa                                                             | 889 – 890                                            |
| Calendário rúnico                                                            | 1761                                                 |
| Calendário solar tailandês                                                   | 2054                                                 |

1511 (MDXI, na numeração romana) foi um ano comum do século XVI do Calendário Juliano, da Era de Cristo, e a sua letra dominical foi E (52 semanas), teve início a uma quarta-feira, terminou também a uma quarta-feira.
| Ano completo                        |
| ----------------------------------- |
| Ano comum com início à quarta-feira |

## Eventos
- 24 de Agosto– Afonso de Albuquerque conquista Malaca (na Malásia), a primeira cidade do sudeste asiático a ser conquistada por europeus.
- 20 de Novembro - Naufrágio da nau Frol de la mar navegando de Malaca em direcção a Goa, onde seguia Afonso de Albuquerque com o valioso espólio da conquista de Malaca.
- Novembro Francisco Serrão e António de Abreu atingem Ternate nas Molucas (Indonésia).
- Chegam às Antilhas os 50 primeiros escravos africanos das Américas.
- Edificação da Igreja de São Lázaro na freguesia de Água de Alto, ilha de São Miguel, Açores.

## Nascimentos
- Amato Lusitano.

## Mortes
- João de França, o homem que introduziu este apelido na ilha da Madeira.
- Quemal Reis, almirante e corsário otomano também conhecido como Camal Ali, Camali e Camalicchio (n. 1451).

## Por tema
- 1511 no Brasil